# Бени на Мору
Бени на Мору (фр. Bény-sur-Mer) насеље је и општина у северној Француској у региону Доња Нормандија, у департману Калвадос која припада префектури Кан.
По подацима из 2011. године у општини је живело 374 становника, а густина насељености је износила 56,24 становника/km². Општина се простире на површини од 6,65 km². Налази се на средњој надморској висини од 43 метара (максималној 65 m, а минималној 10 m).

## Демографија
| 1962. | 1968. | 1975. | 1982. | 1990. | 1999. | 2011. |
| ----- | ----- | ----- | ----- | ----- | ----- | ----- |
| 296   | 288   | 272   | 270   | 278   | 316   | 374   |

График промене броја становника у току последњих година